# Розенталь, Тревор
Тревор Джордан Розенталь (англ. Trevor Jordan Rosenthal; 29 мая 1990, Лис-Саммит) — американский бейсболист, выступающий за клуб главной лиги бейсбола «Сан-Диего Падрес». Играет на позиции питчера. Участник Матча всех звёзд лиги 2015 года.

## Карьера
Окончил школу в своём городе, продолжил играть в бейсбол в колледже Коули Каунти Коммьюнити. Был задрафтован в 21-м раунде в 2009 году.
Вызван в МЛБ 16 июля 2012 года. 18 июля впервые вышел на горку в матче с «Милуоки», проведя 1 иннинг, сделав 2 страйкаута. Стал 2000-м игроком в истории «Кардиналов».
Основная подача — 4-seem фастбол. При двух страйках может использовать кёрвбол. Совсем редко использует слайдер, и только для леворуких бэттеров.